# 志佳陽大山
志佳陽大山（しかようたいさん）は、台湾の台中市和平区に位置する標高3,345mの山。雪覇国家公園に属する。

## 概要
- 台湾百岳では44位だが、三等三角点は南東側に約400m離れた所に設置しており、標高は3288.848m[1]である。そのため三角点で見れば、台湾百岳では54位となる。
- 志佳陽大山の山頂稜線はなだらかな草原となっており展望が良い。北西側へ稜線を進むと雪山南峰を経由して雪山へ至る。この稜線は「志佳陽線」と呼ばれる。

## 山名
タイヤル語では「B'bu Smataq」と表記し、「B'bu」は山頂、「Smataq」は「樹皮で狩猟小屋を建てる」「志佳陽」とは山麓にある伊卡丸溪のタイヤル族の集落「Sqoyaw」が日本統治時代に日本語で表記されたものである。現在は環山という地名で呼ばれている。「Sqoyaw」は「鹿が多く、老人たちは鹿の腸を食べて満腹になる」という意味であるが、他には集落には細竹が植えられており、細竹を意味する「qoyaw」が転じたとされる説や、集落が道の下方に位置し渓谷の上にあることから「下り坂」を意味する「sqquyaw」が由来だとされる説もある。

## 登山道
日本統治時代の1929年に志佳陽大山と雪山の間に約100人収容できる「次高山荘」が建築され（その後は「雪山荘」に改称、現在は存在しない）、その後は戦後初期までは雪山へのメインルートとして使用された。
三角点の南東側にはかつては瓢箪池と呼ばれる池があり、テント場や水場として機能していた。1970年には瓢簞山荘が建設されたが、その後の台湾百岳ブームにより瓢簞山荘は長年にわたり多くの廃棄物等を蓄積した。それにより瓢箪池に水質汚染をもたらし、1980年代以降は干上がってしまった。また司界蘭渓の渓谷から約900mほど登ると賽良久と呼ばれるテント場があるが、この場所にもかつては池が存在していたが瓢箪池と同じく現在は干上がってしまった。